# Więcbork
Więcbork (deutsch Vandsburg) ist eine Stadt im Powiat Sępoleński der polnischen Woiwodschaft Kujawien-Pommern. Sie ist Sitz der gleichnamigen Stadt-und-Land-Gemeinde mit etwa 13.350 Einwohnern.

## Geographische Lage

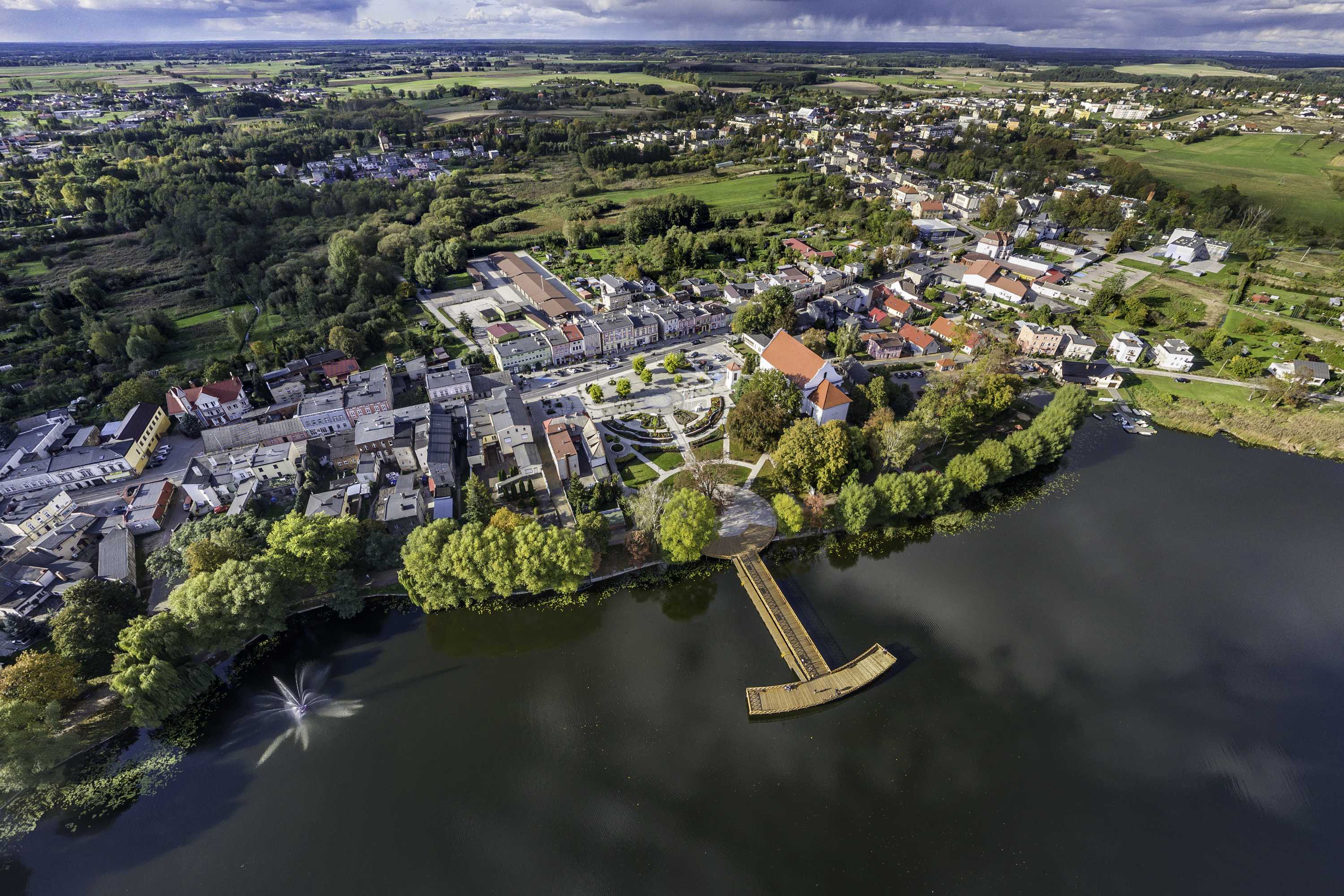
Die Stadt aus der Vogelperspektive (2019)

Die Stadt liegt in Westpreußen, etwa 30 Kilometer östlich von Złotów (Flatow), 35 Kilometer südlich von Chojnice  (Konitz) und 40 Kilometer nordwestlich von Bydgoszcz (Bromberg). An das Wohngebiet der Stadt grenzt ein See.

## Geschichte
Seit dem Mittelalter ist die Stadt ein Adelsbesitz, der nacheinander den Familien Grzymala, Peperzyński, Więcborski, Zebrzydowski, Garczyński, Smoczewski und Potulicki gehörte.

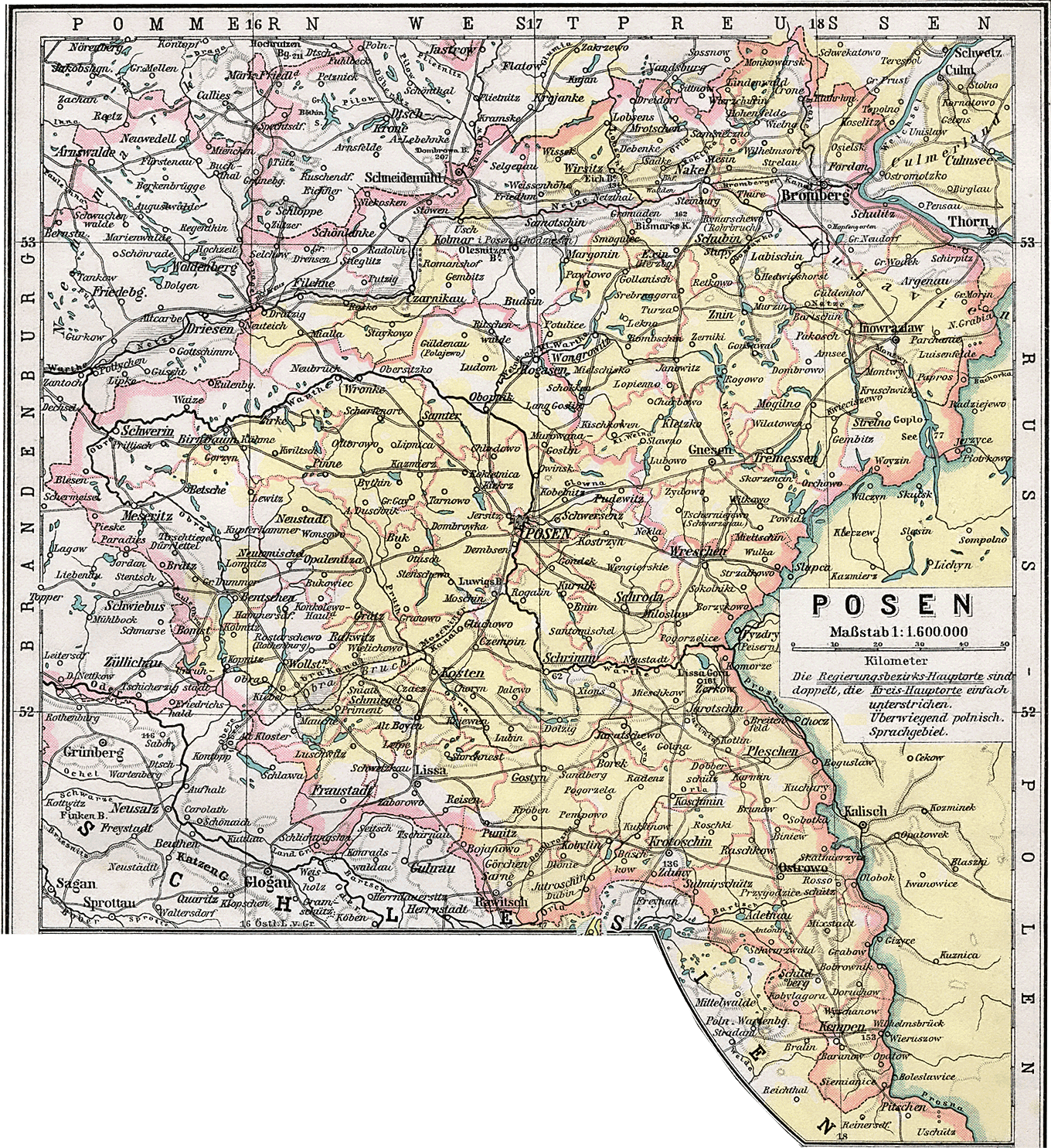
Vandsburg nordöstlich der Stadt Schneidemühl – siehe obere Bildhälfte – auf einer Landkarte der Provinz Posen von 1905 (gelb markierte Flächen kennzeichnen Gebiete mit seinerzeit mehrheitlich polnischsprachiger Bevölkerung).

Nach der Ersten Polnischen Teilung 1772 wurde die Stadt ein Teil des Königreich Preußen.

Vandsburg südlich der Stadt Zempelburg am Zempelburger See auf einer Landkarte von 1914

Die Stadt, die ein Eisenbahnknotenpunkt war, gehörte bis nach dem Ende des Ersten Weltkriegs zum Landkreis Flatow in Westpreußen. Vandsburg war Sitz eines Land- und Stadtgerichts; im Jahr 1845 war dieses außer für das Stadtgebiet für 28 Dorfschaften zuständig gewesen.
Mit Inkrafttreten des Versailler Vertrages am 10. Januar 1920 wurde der östliche Teil des Kreises Flatow mit den Städten Vandsburg, Zempelburg und Kamin in Westpreußen ohne Abstimmung dem polnischen Staat angegliedert (der deutsche Bevölkerungsanteil in diesem östlichen Teil betrug rund 72 %). Dieser östliche Teil bildete später den neuen polnischen Landkreis Sępolno/Zempelburg, zu dem Vandsburg bis auf die mit den Zweiten Weltkrieg einhergehende Unterbrechung im Zeitraum 1939 bis 1945 seither gehörte.

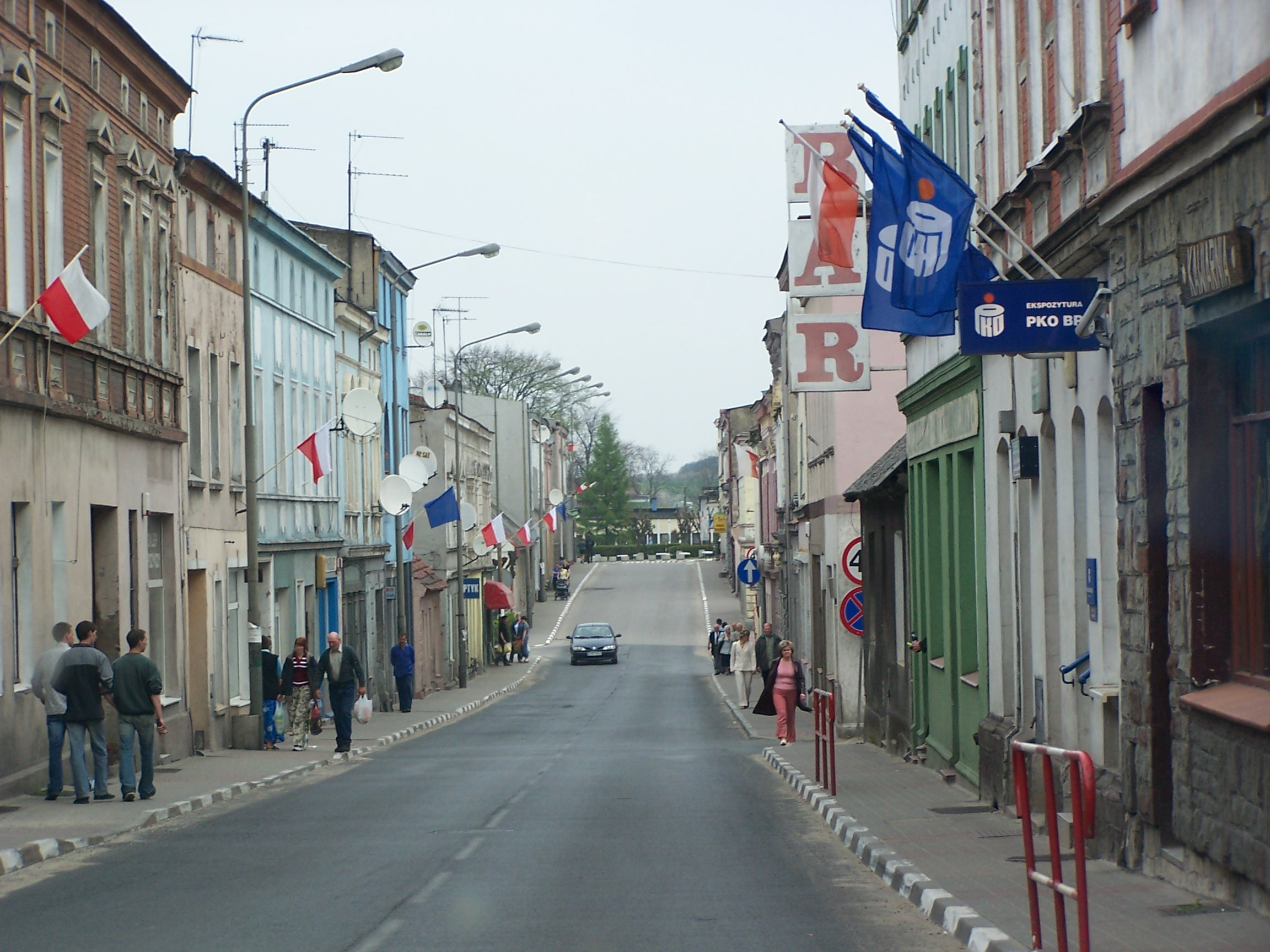
Hauptgeschäftsstraße
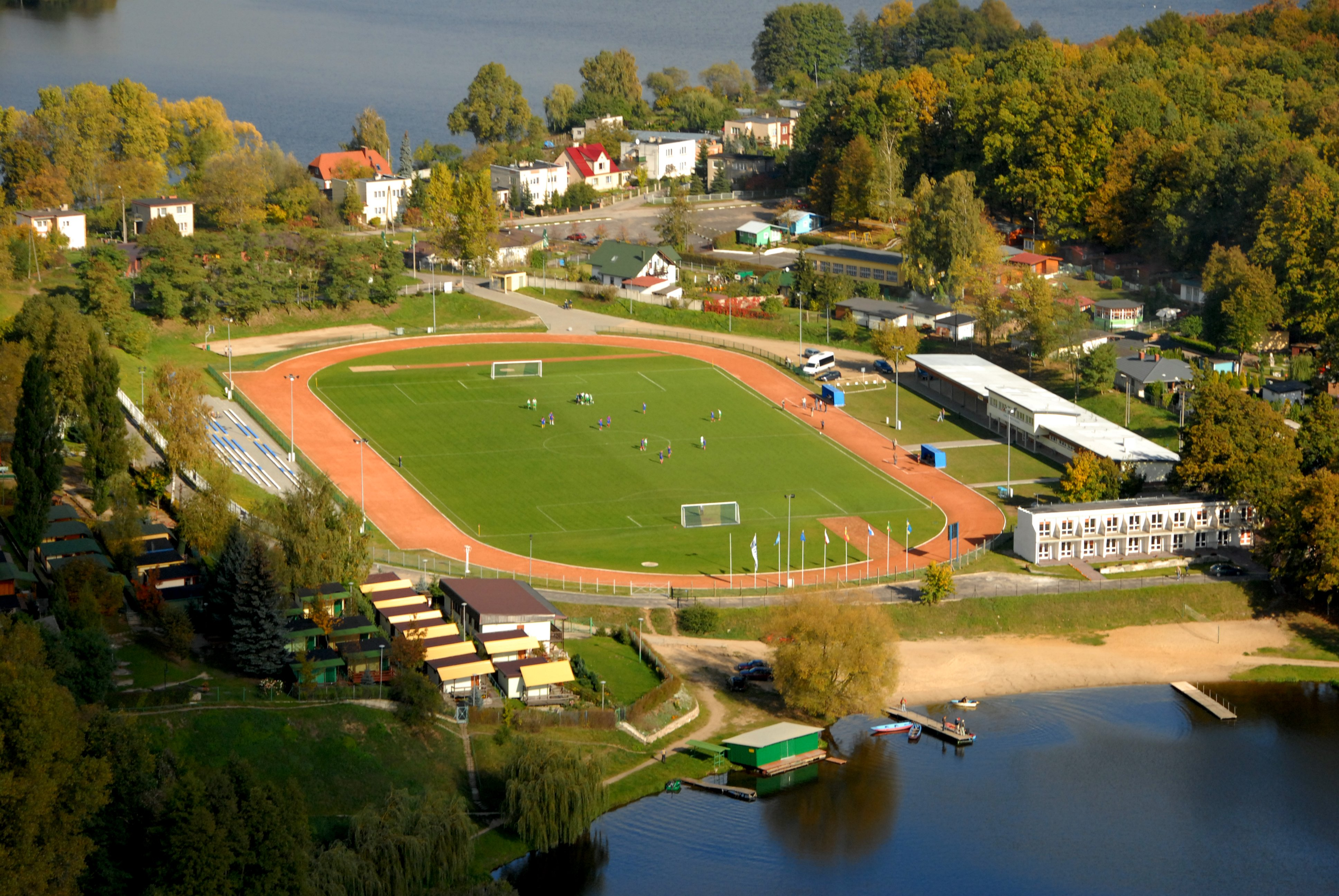
Sportarena
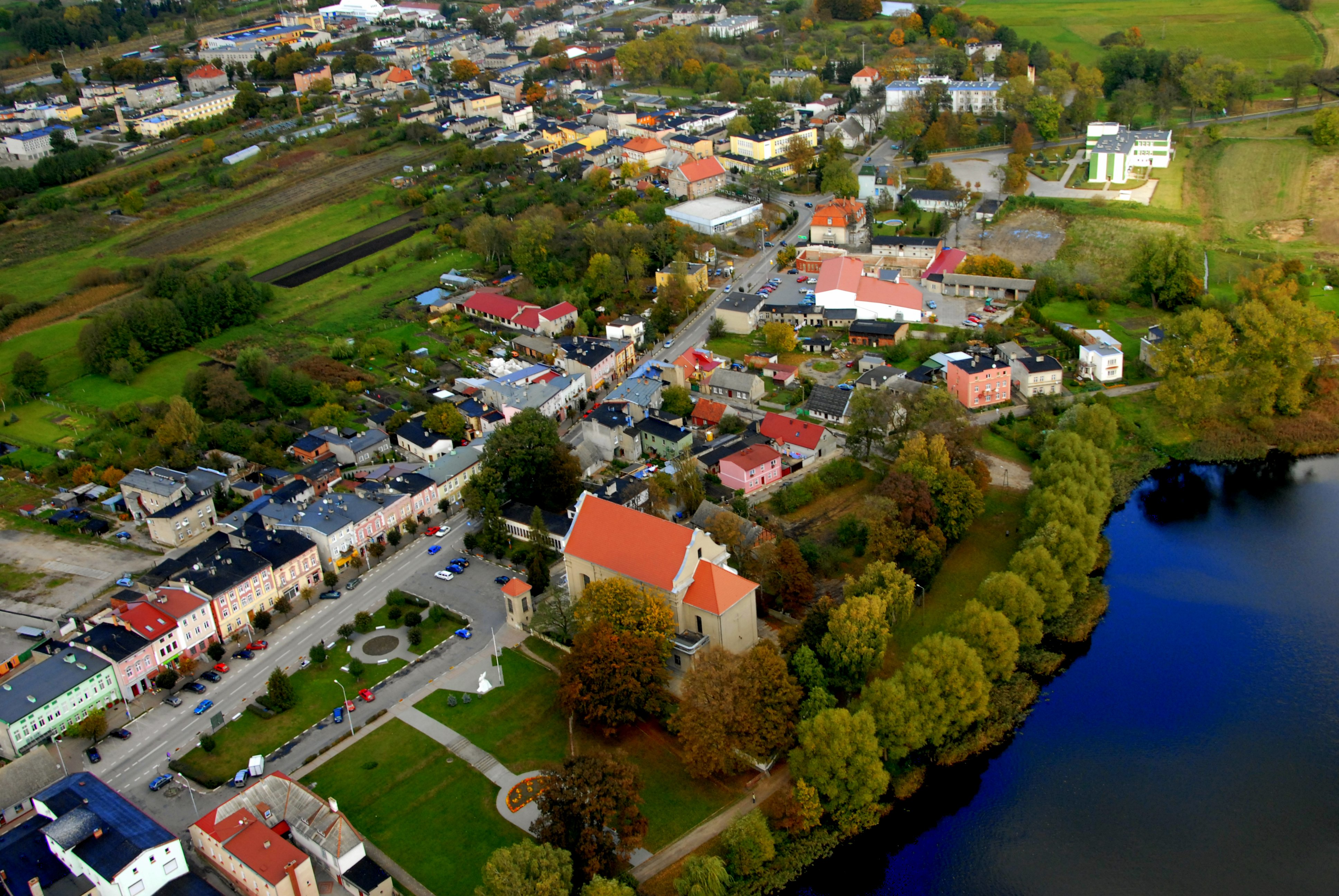
Die Stadt aus der Vogelperspektive (2007)
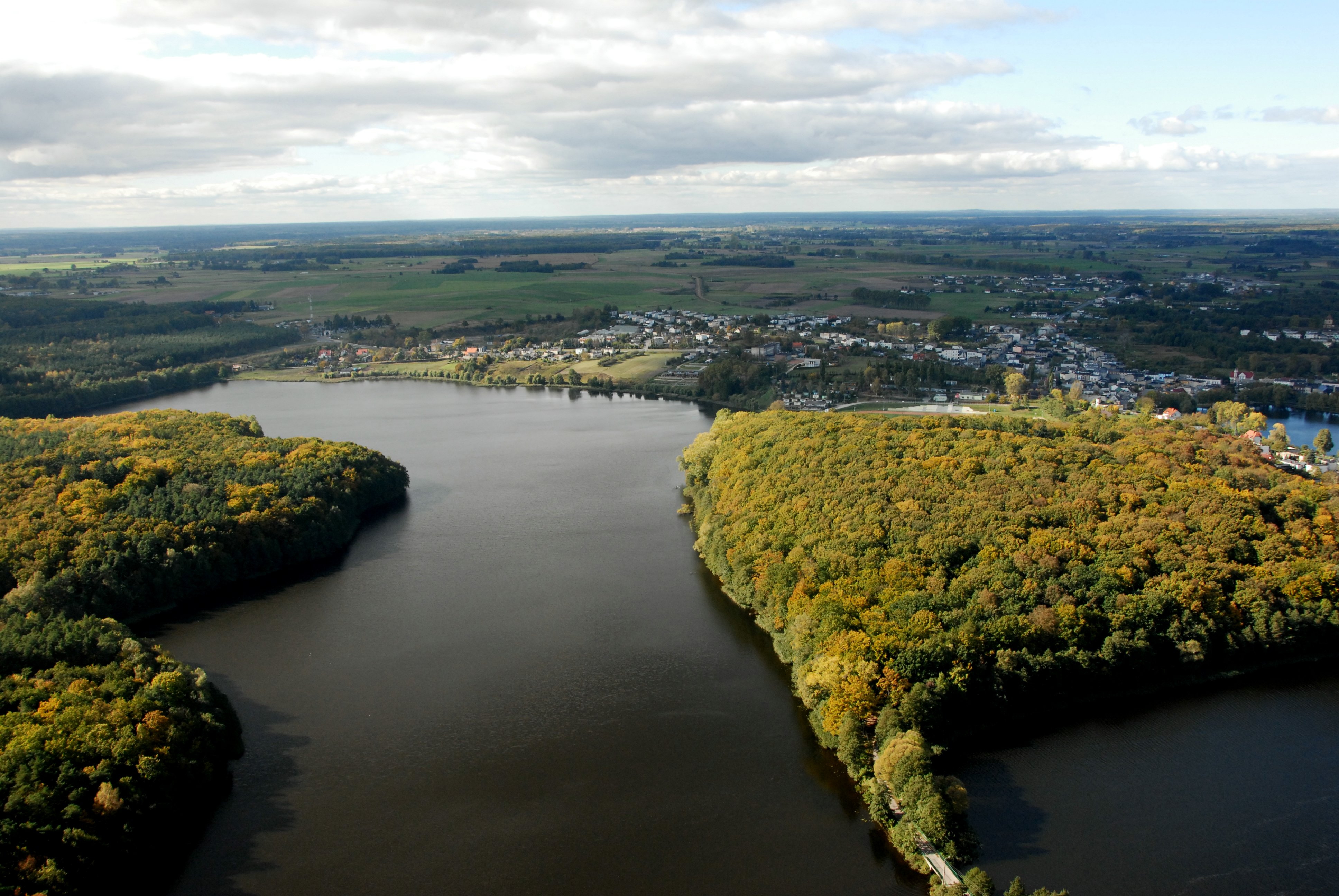
Der See mit der Stadt im Hintergrund

## Demographie
| Jahr | Einwohner | Anmerkungen |
| ---- | --------- | --- |
| 1783 | 0489      | bei 86 Feuerstellen (Haushaltungen), Bewohner zur Hälfte Evangelische, zur anderen Hälfte Katholiken               |
| 1802 | 0620      | Stadt, liegt an einem See, in dem auf einer Insel ein Schloss ist                                                  |
| 1805 | 0640      | sämtlich Christen, keine Juden                                                                                     |
| 1816 | 0569      | davon 311 Evangelische, 194 Katholiken und 64 Juden                                                                |
| 1822 | 0777      | davon 453 Evangelische, 227 Katholiken und 97 Juden                                                                |
| 1831 | 0900      | Städtchen, liegt an einem See, in dem eine Insel mit einem verfallenen herrschaftlichen Schloss ist                |
| 1837 | 1000      | [ 8 ] |
| 1852 | 1586      | am Jahresende, davon 981 Evangelische, 351 Katholiken und 254 Juden                                                |
| 1864 | 1627      | Stadt, darunter 933 Evangelische und 378 Katholiken                                                                |
| 1885 | 1783      | davon 1036 Evangelische, 566 Katholiken und 181 Juden                                                              |
| 1905 | 2836      | meist Evangelische                                                                                                 |
| 1910 | 3158      | am 1. Dezember, davon 1883 Evangelische, 1058 Katholiken und 157 Juden; 775 Einwohner mit polnischer Muttersprache |

| Jahr | Einwohner | Anmerkungen |
| ---- | --------- | ----------- |
| 2012 | ca. 6000  |             |

## Religionen

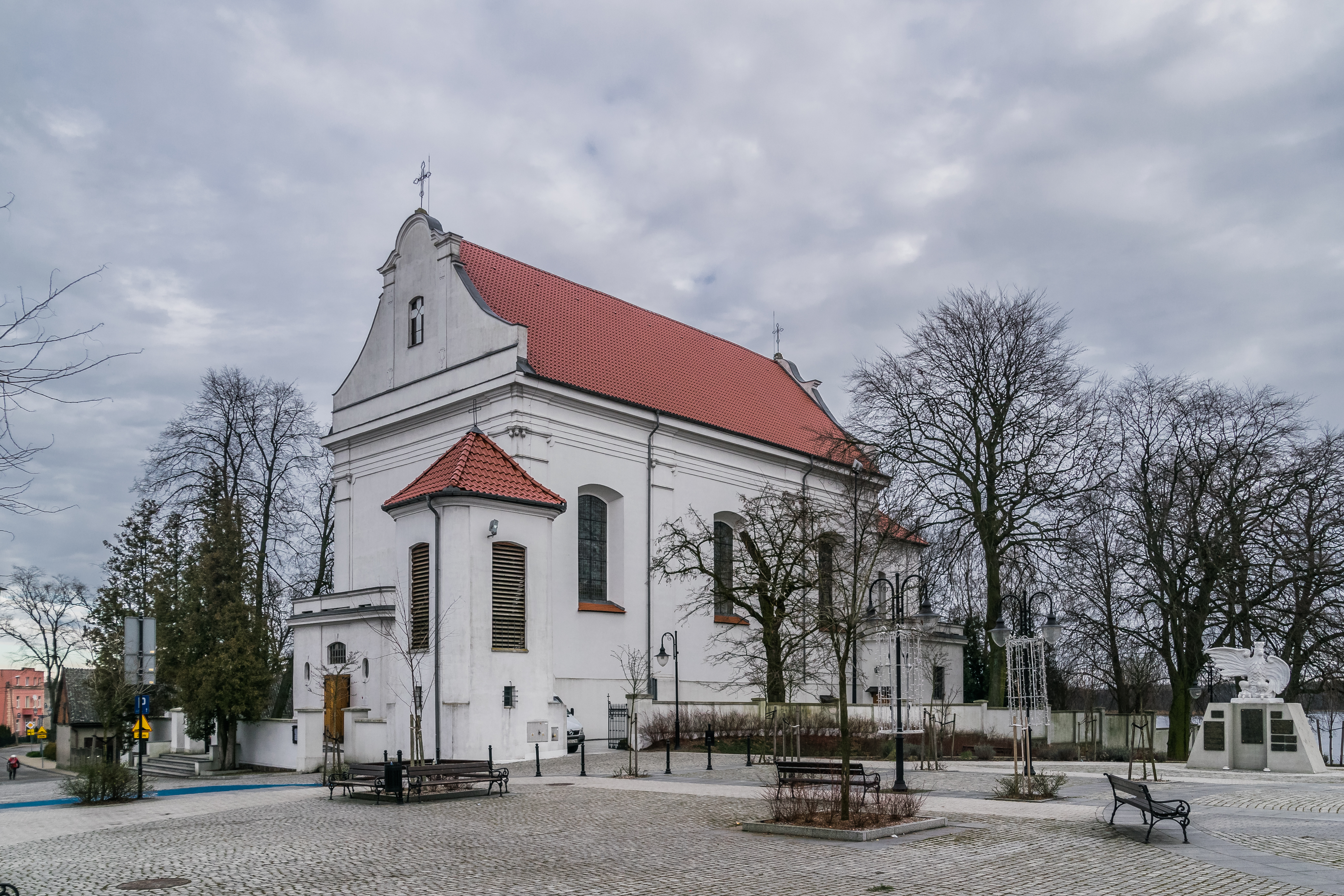
Katholische Kirche in Więcbork

Die bis zum Ende des Ersten Weltkriegs in Vandsburg anwesende Bevölkerung war überwiegend evangelisch. Um die Wende vom 19. zum 20. Jahrhundert gab es in Vandsburg zwei evangelische Kirchen, ein evangelisches Diakonissenmutterhaus des DGD, eine Evangelische Gemeinschaft (eG, heute evangelisch-methodistische Kirche) eine katholische Kirche und eine Synagoge.
Die Vandsburger Diakonissen verlegten ihr Mutterhaus 1921 nach Elbingerode (Harz).

## Verkehr
Die Stadt  hatte einen Bahnhof an den Bahnstrecken Oleśnica–Chojnice (weiterer ehemaliger Bahnhof im Ortsteil Runowo Krajeńskie) und Świecie nad Wisła–Złotów (weitere ehemalige Halte in Dorotowo, Pęperzyn, Sypniewo und Zakrzewek).

## Gemeinde
Zur Stadt-und-Land-Gemeinde (gmina miejsko-wiejska) Więcbork gehören die Stadt selbst und 21 Dörfer mit Schulzenämtern.

## Söhne und Töchter der Stadt

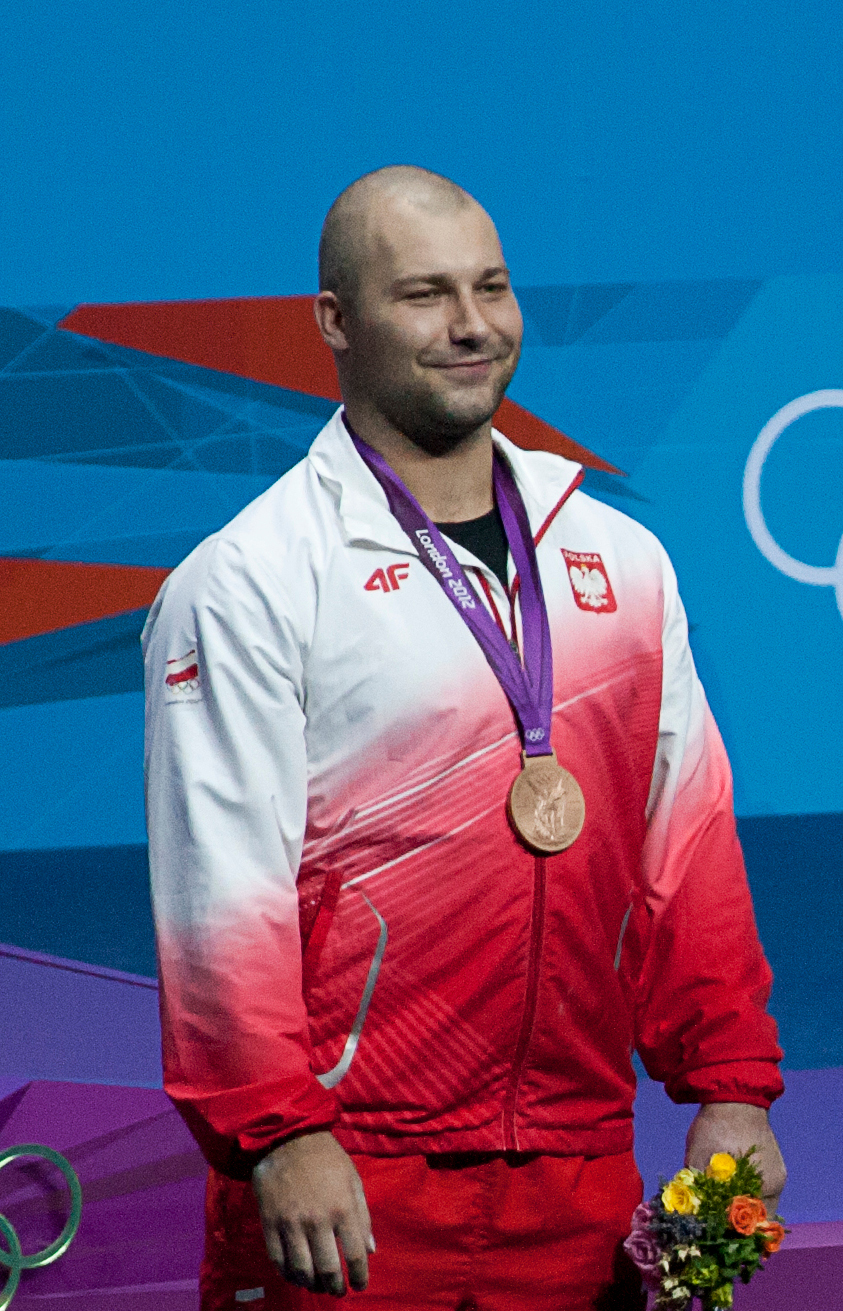
Bartłomiej Bonk

- Hans Krawielitzki (1900–1992), deutscher Politiker (NSDAP)
- Anna Krüger (1904–1991), Literaturwissenschaftlerin und Hochschullehrerin
- Heinrich Borriss (1909–1985), Botaniker und Hochschullehrer, Direktor des Botanischen Instituts der Universität Greifswald
- Adam Budnikowski (* 1948), polnischer Wirtschaftswissenschaftler
- Andrzej Dobber (* 1961), polnischer Opernsänger
- Sławomir Zawada (* 1965), polnischer Gewichtheber
- Waldemar Stanisław Sommertag (* 1968), polnischer Geistlicher, Erzbischof und Diplomat
- Bartłomiej Pawełczak (* 1982), polnischer Ruderer
- Bartłomiej Bonk (* 1984), polnischer Gewichtheber